# Caulleriella bransfieldensis
Caulleriella bransfieldensis är en ringmaskart som beskrevs av Hartmann-Schröder och Rosenfeldt 1989. Caulleriella bransfieldensis ingår i släktet Caulleriella och familjen Cirratulidae. Inga underarter finns listade i Catalogue of Life.